# André Neury
André Neury (Suïssa, 3 de setembre de 1921 - 9 de maig de 2001) fou un futbolista suís de les dècades de 1940 i 1950.

## Trajectòria
Pel que fa a clubs, va jugar al FC La Chaux-de-Fonds, FC Locarno, i Servette FC, entre 1944 i 1955. Amb la selecció nacional disputà dos Mundials, Brasil 1950 i Suïssa 1954.